# Seimenii Mici
Seimenii Mici – wieś w Rumunii, w okręgu Konstanca, w gminie Seimeni. W 2011 roku liczyła 823 mieszkańców.